# Nazionale maschile di rugby a 13 del Galles
La nazionale di rugby a 13 del Galles è la selezione che rappresenta il Galles a livello internazionale nel rugby a 13. Insieme a Inghilterra, Nuova Zelanda e Australia è una delle più vecchie nazionali di questo sport.
Il debutto del Galles risale al celebre tour della Nuova Zelanda in Gran Bretagna del 1907-08, quando il 1º gennaio 1908 i gallesi sconfissero la Nuova Zelanda 9-8 ad Aberdare davanti a 12.000 spettatori stipati attorno al campo. Questa partita segnò anche il debutto ufficiale della Nuova Zelanda.
Dopo il loro debutto i gallesi furono impegnati, durante gli anni, in una lunga serie di sfide contro l'Inghilterra. A partire dal 1935, con l'inaugurazione del Campionato europeo, cominciarono ad affrontare anche la Francia. Oltre a vantare sei vittorie del Campionato europeo/Coppa d'Europa, il Galles ha anche partecipato a cinque edizioni della Coppa del Mondo di rugby a 13 ottenendo come miglior risultato il raggiungimento delle semifinali nel 1995 e nel 2000. Nel 2011 ha anche partecipato al Four Nations.

## Palmarès
- Campionato europeo/Coppa d'Europa: 7

1936, 1937, 1938, 1995, 2009, 2010, 2015